# Hôn nhân cùng giới ở Tamaulipas
Hôn nhân cùng giới ở Tamaulipas là hợp pháp. Vào ngày 26 tháng 10, 2022, Nghị viện bang Tamaulipas đã thông qua quyết định hợp pháp hóa hôn nhân cùng giới với số phiếu 23–12. Quyết định có hiệu lực một ngày sau ngày ban hành trong công báo chính thức của bang ngày 18 tháng 11.

## Lịch sử pháp lí
Quyết định được thông qua bởi Nghị viện bang với 23 phiếu thuận trên 12 phiếu chống và 1 phiếu trắng vào ngày 26 tháng 10. Các nhóm tôn giáo phản đối hôn nhân cùng giới đã làm gián đoạn, khiến các nhà lập pháp phải di chuyển sang địa điểm khác để bầu phiếu.